# Агнет Йонсен
Агнет Крістін Йонсен (норв. Agnete Kristin Johnsen; нар. 4 липня 1994), також відома як Агнет (норв. Agnete) або Аггі (норв. Aggie) — норвезька співачка і авторка пісень саамського походження. 2016 року представляла Норвегію на Євробаченні 2016 із піснею «Icebreaker».

## Біографія
Аґнет Йонсен народилася 4 липня 1994 року в місті Нессебю на півночі Норвегії. За походженням вона є саамкою, її мати — Сіґне Іверсен — відома саамська дитяча письменнця.
2008 року Аґнет приєдналася до дитячого музичного гурту «The BlackSheeps», з яким цього ж року перемогла на пісенному конкурсі «Melodi Grand Prix Junior 2008» із піснею «Oro jaska, beana», виконаною саамською та норвезькою. Пісня стала хітом #1 в норвезькому національному чарті. 2011 року «The BlackSheeps» взяли участь у національному відборі Норвегії на Євробачення 2011 із піснею «Dance Tonight» і зайняли друге місце.
2016 року Йонсен взяла участь у національному відборі Норвегії на Євробачення як сольна артистка із піснею «Icebreaker». У фіналі, який відбувся 27 лютого 2016 року, співачка перемогла, що дало їй право представляти свою країну на Євробаченні 2016 у Стокгольмі, Швеція.